# Симеон Ханъмов
Симеон Асенов Ханъмов е български офицер, генерал-майор.

## Биография
Роден е на 21 септември 1921 г. в ямболското село Безмер. От 1936 до 1940 г. е ученик в Ямболската гимназия. От 1937 г. е член на РМС, а през 1941 г. и на БКП. От 1940 до 1941 г. учи медицина в Софийския университет. Между 1941 и 1944 г. лежи в затвора. Излиза на 9 септември 1944 г. и за 1 месец между септември и октомври е околийски началник на милицията в Ямбол. От 27 септември 1944 г. е назначен за помощник-командир на първа дружина от двадесет и девети пехотен ямболски полк. На 23 март 1945 г. като капитан е назначен за помощник-командир на полка. От август 1945 до април 1947 г. е инструктор в политическия отдел на трета стрелкова дивизия и в политическия отдел на трета армия. Между април и октомври 1947 е началник на агитационното отделение в отдела за пропаганда и агитазия на Главното политическо управление на армията. В периода октомври 1947 – април 1949 учи в училище за военни пропагандисти в СССР. След завръщането си до февруари 1951 г. е заместник-началник на отдела за пропаганда и агитация при Главното политическо управление. Между февруари 1951 и февруари 1952 г. е заместник-началник по политическата част на Военно-политическата академия. За няколко месеца между февруари и юни 1952 г. е началник на отдел „Пропаганда и агитация“ при Главното политическо управление. От юни 1952 до октомври 1953 г. е освободен член на Военния съвет при първа армия. От октомври 1953 г. е началник на отдел „Кадри“ в Министерството на отбраната. Остава на този пост до 1957 г., когато е назначен за заместник-началник на Главното политическо управление на българската народна армия (ГлПуна) до 23 април 1959 г. През 1965 г. е назначен за член на Военния съвет и началник на политическия отдел на ПВО. Умира през 1969 г. в София. Носител е на ордени „Унгарска свобода“ – сребърен и орден „За храброст“ – IV ст., 2 кл.

## Образование
- Ямболска гимназия (1936 – 1940)
- Военно училище, София, съкратен курс
- Военно училище за пропагандисти, СССР (октомври 1947 – април 1949)